# Cornelis Petrus Tiele

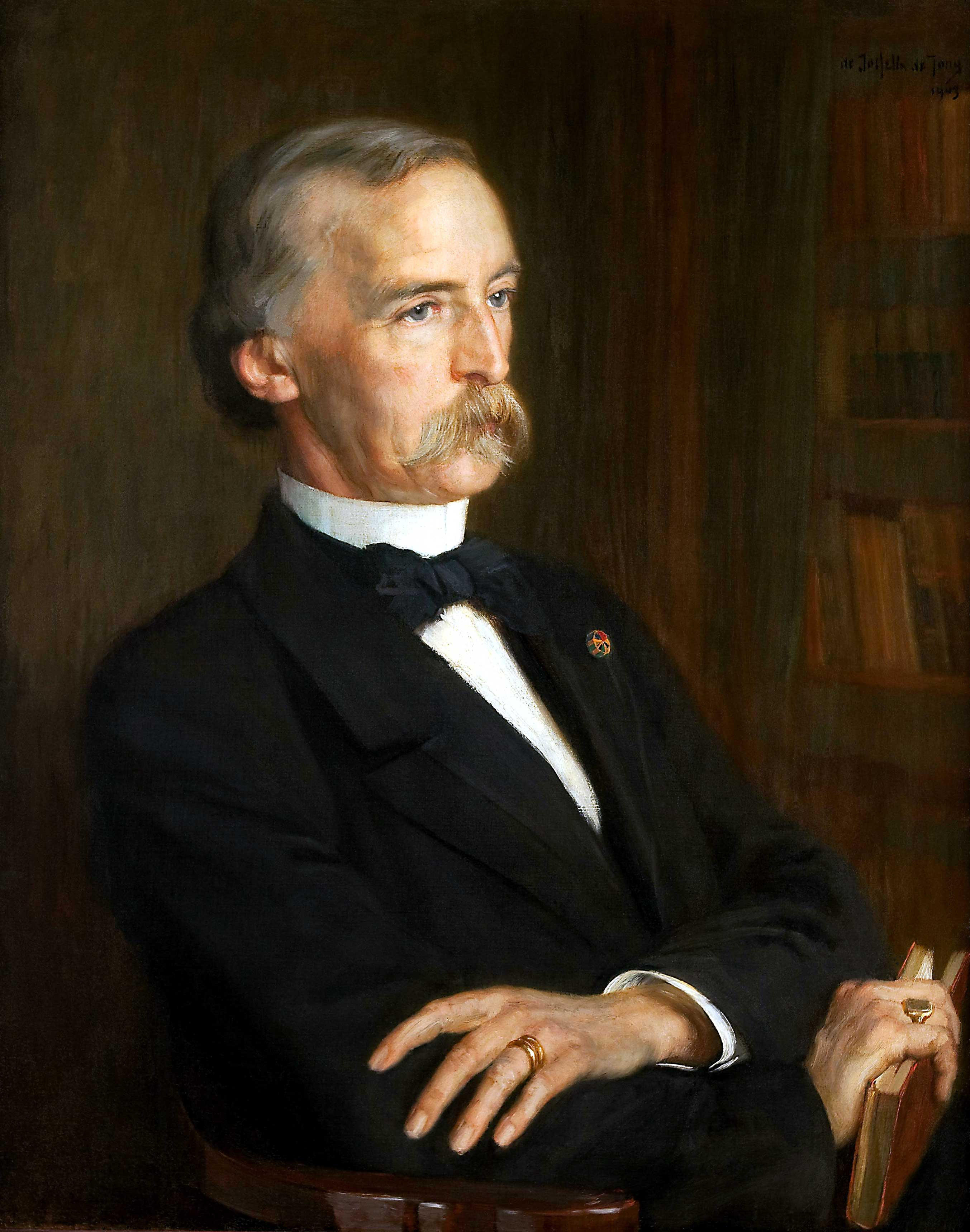
Cornelis Petrus Tiele

Cornelis Petrus Tiele (16. prosince 1830, Leiden – 11. ledna 1902, tamtéž) byl nizozemský teolog a jeden ze zakladatelů religionistiky.

## Život
Narodil se v Leidenu. Studoval teologii na Amsterdamské univerzitě a po ukončení studia působil dvacet let na postu faráře. V této době se učil staropersky, egyptsky a akkadsky. V roce 1872 se mu podařilo obdržet čestný doktorát. Od roku 1873 působil jako profesor dějin náboženství na Univerzitě v Leidenu. Se svými kolegy Abrahamem Kuenenem a J. H. Scholtenem založil „Leidenskou školu“ moderní teologie. V roce 1901 odstoupil z funkce profesora. O rok později zemřel.

## Dílo
Tiele se zajímal především o starověká náboženství z oblastí Íránu, Izraele, Mezopotámie, Řecka a Egypta. Výrazně přispěl ke vzniku religionistiky jako samostatného vědního oboru. Pokusil se o vlastní koncepci třídění náboženství: